# インテリジェンス・サイクル
インテリジェンス・サイクル（英: Intelligence cycle）は、政策決定者からの要求を受けて情報を収集および分析し、行動を起こすために必要な情報を生産する一連の営みのこと。

## 概要
情報活動とは情報戦において情報優勢を獲得するための活動である。情報優勢(Information superiority)とは情報活動を主導している優位性であり、彼我の諜報・防諜活動の対立から相対的に発生する。情報優勢を獲得するためには情報(Intelligence)が必要であるが、情報とは情報活動において情報資料を収集・処理・集積・分析・評価・判定して得られたものである。これは情報資料(Information)と区別して理解される。情報資料とは情報を抽出するために使用される観察・報告・噂・映像などの様々な意味的な素材である。情報資料を情報に転換するための活動は情報資料の収集と並ぶ情報活動であり、これを専門とする機関は情報機関(Collection agency)である。

## 情報活動サイクル
情報活動サイクル (Intelligence cycle)とは情報資料が情報に転換される、情報の要求 (Intelligence requirement)・情報資料の収集 (Information gathering)・情報資料の処理 (Information processing)・情報の作成 (Intelligence production)・情報の配布 (Intelligence dissemination)の五段階である。

### 要求
情報を要求することによって情報循環は開始される。この段階で情報活動の行動方針やタイムテーブルが内定し、所要情報が定まる。所要情報のなかで、特に判断の鍵となるものを情報主要素（Essential Element of Information, EEI）と称する。
また情報資料を収集するための手段についての検討や、それらの手段を実行するための具体的な作戦計画が策定される。これは情報収集計画(Intelligence collection plan)と呼ばれ、情報要求を達成するための情報源から情報資料を収集するための計画である。この計画の立案には情報別紙(Intelligence annex)を用いる。これは作戦計画や命令に役立つ資料であり、敵情の資料や情報部隊の配備状況、情報管理の要領などを示す。また計画の実行にあたっては情報日誌(Intelligece journal)をつけておいて公式の記録とする。情報日誌は情報活動における情報伝達・受領の時系列記録である。

### 収集
収集 (Collection)とは監視・外部との連絡・公式または非公式の情報源の依頼などによる情報資料の獲得である。ただし広義には情報資料を収集することであり、狭義には極秘裏にこれを行うことを諜報と言う。情報資料の収集のためには収集計画に基づいて様々な人的・物的な手段を効果的に運用しなければならない。例えば人的手段を用いた諜報をヒューミント (HUMINT) と言う。ヒューミントは情報員 (Agent) や情報員網を活用する。情報員とはある諜報・防諜活動のために情報資料の収集を行うよう命令や援助を受けている人物であり、情報員網 (Agent net) とは指導的情報員の指揮下で活動する秘密組織である。収集された情報資料は情報資料報告 (Information report) によって評価の段階に移る。情報資料報告は目標を達成するために袖手された無加工の情報資料を伝達する目的で使用される報告である。

### 評価
評価は情報資料を信用性・正確度・適切性などの諸条件から情報項目を評価することであり、情報資料の処理の一段階である。いくつかの段階を経て行われる。まず情報評価は情報源の信頼性と適切性についての評価から始まる。それに基づいて情報資料そのものの正確性を確認して情報資料を情報へと転換する。情報源の信頼性はAからF、情報資料の正確度は1から6で表すことができる。情報源の信頼性と情報資料の正確度は個別的な評価であり、相互にその信頼性と正確性を保障するものではない。

### 分析
分析は評価された情報資料に基づいて推論を進めて判定を行い、情報資料を情報に転換する情報処理の一段階である。分析では情報機関が有する全ての情報資料、すなわち収集によって得られた情報資料だけでなく、以前より蓄積してきたデータベースにおける情報資料と情報の全てを考慮に入れる。この際に複数の情報資料をそれぞれ組み合わせて照合(Collate)を行う。照合とは同一の主題についての複数の情報資料を批判的に比較して集合化することである。

### 配布
分析により得られた情報を最初の要求に対応して加工し、情報を必要とする人物・機関に提出する。この際に求められていた要求に適した形態で情報を報告することが必要である。情報報告 (Intelligence reporting) とは情報資料の収集者によって準備され、かつ情報作成部門へ伝達される報告である。一般的な情報資料の項目を伝達するための通常情報報告と技術的な情報資料の項目を伝達するための特技情報報告がある。